# 徐耀宗
徐耀宗（？—？），字進賢，號慊斋，山東青州府蒙陰縣人，軍籍，明朝政治人物。

## 生平
嘉靖二十二年（1543年）癸卯科山東鄉試第二十八名舉人。嘉靖三十二年（1553年）中式癸丑科會試第三百四十九名，三甲第二百二十九名進士。都察院观政，授直隶保定府推官，卒。

## 家族
曾祖徐舒，通判；祖父徐衍，知州；父徐□。嫡母崔氏；繼母張氏；繼母秦氏；生母楊氏。兄企宗、继宗、敬宗、正宗、弟林宗、朝宗、可宗、统宗。